# Virectaria
Virectaria is een geslacht uit de sterbladigenfamilie (Rubiaceae). De soorten uit het geslacht komen voor in tropisch Afrika.

## Soorten
- Virectaria angustifolia (Hiern) Bremek.
- Virectaria belingana N.Hallé
- Virectaria herbacoursi N.Hallé
- Virectaria major (K.Schum.) Verdc.
- Virectaria multiflora (Sm.) Bremek.
- Virectaria procumbens (Sm.) Bremek.
- Virectaria salicoides (C.H.Wright) Bremek.
- Virectaria tenella J.B..Hall

... · 
Afrocanthium · 
Asperula (Bedstro) · 
Atractocarpus · 
Belonophora · 
Bouvardia · 
Breonadia · 
Byrsophyllum · 
Callipeltis · 
Cephalanthus (Kogelbloem) · 
Chassalia · 
Cinchona · 
Coffea (Koffie) · 
Coprosma · 
Cruciata · 
Deppea · 
Galium (Walstro) · 
Gardenia · 
Genipa · 
Morinda · 
Nertera · 
Pentas · 
Plocama · 
Portlandia · 
Psydrax · 
Richardia · 
Rothmannia · 
Rubia · 
Rutidea · 
Rytigynia · 
Sabicea · 
Sarcocephalus · 
Sericanthe · 
Sherardia · 
Spermacoce · 
Tarenna · 
Tricalysia · 
Uncaria · 
Vangueria · 
Virectaria ·  
Wendlandia · 
...